# Thomas Smet
Pour les articles homonymes, voir Smet.
Thomas Smet, né le 12 juillet 1988 à Wilrijk, est un athlète belge.

## Carrière
Il remporte la médaille de bronze du lancer du javelot aux Championnats d'Europe juniors d'athlétisme 2007 à Hengelo.
Il est sacré champion de Belgique de lancer du javelot en 2009 et en 2013.